# Louis Fouché
Pour les articles homonymes, voir Louis Foucher et Fouché.
Louis Fouché, né le 23 janvier 1979 à Saint-Maurice, est un médecin anesthésiste-réanimateur français, en poste à l'hôpital de la Conception de Marseille jusqu'à l'automne 2021. Critique de la politique sanitaire de la France durant la pandémie de Covid-19, il fonde le collectif Réinfocovid, remarqué pour ses prises de position complotistes, anti-vaccins et ses fausses informations. Il est condamné à trois mois d'interdiction d'exercice de la médecine en 2023.

## Biographie
Louis Fouché naît le 23 janvier 1979. Il commence par des études en classes préparatoires littéraires. Il étudie la philosophie et l’histoire antique, puis fait des études de médecine. Il devient médecin à l’Institut Paoli-Calmettes. Il entreprend et obtient un master d’éthique de la santé,.
Il est ensuite médecin anesthésiste-réanimateur pendant quinze ans dans le service des grands brûlés à l’Hôpital de la Conception, qui fait partie de l’Assistance publique - Hôpitaux de Marseille,. Sa direction estimant en 2021 ses propos sur la crise sanitaire « à l’opposé des principes moraux, éthiques, déontologiques et scientifiques de l’Assistance publique - Hôpitaux de Marseille », il demande sa mise en disponibilité le 5 juin 2021, n'est plus actif au sein de l'établissement à partir du 9 août, et n'est plus salarié à partir du 19 octobre,. Il continue à pratiquer la médecine en tant que contractuel, mais écope d'une interdiction temporaire d'exercice en novembre 2023 en raison de ses propos sur la pandémie de Covid-19. Il fait appel de cette décision.

## Prises de position

### Sur la pandémie de Covid-19
Fin août 2020, Louis Fouché commence à diffuser publiquement ses prises de position à propos de la pandémie de Covid-19. Soutenu par Didier Raoult,, il critique la politique sanitaire menée en France concernant le confinement et le port du masque. Il est également l'une des figures antivax en France,.
En octobre 2020, il fonde le collectif Réinfocovid, qui regroupe environ quatre cents médecins, chercheurs, soignants et citoyens à travers la France,. Ce collectif met en place le 6 octobre 2020 la plateforme internet reinfocovid.fr,, qui prend l'apparence d'une initiative scientifique collégiale, mais « propage de fausses informations sur le vaccin et la pandémie ». ReinfoCovid met en avant des théories comparant les mesures de confinements à des internements dans des camps et affirmant que les masques anti-Covid sont toxiques et que les vaccins contiennent des puces électroniques. À travers ce site web, Louis Fouché devient, en France, un diffuseur majeur de fausses informations sur la crise sanitaire.
Il devient la figure de proue du mouvement antimasque à Marseille. Ses tribunes se répandent sur les réseaux sociaux. La chaîne de télévision d'information en continu d'extrême droite CNews et le site complotiste FranceSoir lui donnent la parole. Dans une vidéo très partagée sur Facebook, il prétend que les vaccins de Pfizer/BioNTech et de Moderna pourraient conduire à se faire injecter des nanoparticules. Sur YouTube, il est l'invité de personnalités porteuses d'un discours « covido-sceptique » : François Asselineau, Maxime Nicolle, une figure des Gilets jaunes, et Thierry Casasnovas, promoteur du crudivorisme. Hors web, il participe, comme orateur, à plusieurs manifestations contre les mesures sanitaires prises par le gouvernement français.
Le 5 novembre 2020, il est convoqué par la direction de l’Assistance publique - Hôpitaux de Marseille, qui cherche à obtenir des explications sur ses déclarations,. En août 2021, le nouveau directeur général de l’AP-HM, François Crémieux, lui exprime son « opposition de fond avec ses positions et la contradiction entre les valeurs qu’il porte et celles de la communauté hospitalière », et accepte sa demande de mise en disponibilité,.
Dans son livre Tous résistants dans l'âme - Éclairons le monde de demain !, il critique les mesures prises contre la pandémie de Covid-19, dont il minimise la gravité. Selon L'Express, le livre développe un discours antiscience et contient de nombreuses contre-vérités scientifiques.
Dans la continuité du livre, il scénarise avec le permaculteur Stéphane Chatry le documentaire Tous résistants dans l’âme. Le film fait l'objet de controverses ou de manifestations lors de sa diffusion dans des cinémas à cause de la présence de Louis Fouché,,,.
En mars 2022, il participe au colloque « Covid-19, premier bilan des connaissances et controverses scientifiques », organisé par l'IHU de Marseille et Didier Raoult et réunissant de nombreuses figures du mouvement anti-vaccination.

#### Interdiction temporaire d'exercice de la médecine
En novembre 2023, Louis Fouché est condamné à trois mois d'interdiction d'exercer la médecine par l'Ordre des médecins, qui estime qu'il a « tenu dans la presse des propos en contradiction avec les recommandations sanitaires prescrites pour lutter contre la pandémie de Covid-19 ». Louis Fouché affirme vouloir faire appel de la décision.

### Positions politiques
Lors des élections régionales de 2021, Louis Fouché soutient la liste « Un nôtre monde ». Il est proche du mouvement des Gilets jaunes et partage les positions de La Manif pour tous contre l'interruption volontaire de grossesse, à laquelle il s'oppose publiquement,,,, et contre la procréation médicalement assistée. Selon Libération, il fait partie de « mouvances d’extrême droite, complotistes ou covidosceptiques [qui] font preuve d’une propagande intensive contre l’avortement ».
Louis Fouché a été membre du mouvement Colibris de Marseille de 2017 à 2020,.

### Accusations de dérive sectaire
Louis Fouché est décrit comme une personne éloquente, charismatique et mystique, qui évite ses contradicteurs. Plusieurs spécialistes des dérives sectaires, parmi lesquels Pascale Duval, porte-parole de l'Union nationale des associations de défense des familles et de l'individu victimes de sectes, et Alexia Morvan, psychothérapeute qui accompagne les victimes d'emprise sectaire, s'inquiètent d'un risque de dérive. Le collectif ReinfoCovid envisage en effet de former une communauté dans l'Aveyron, afin de construire une « arche de Noé », une sorte de refuge tourné vers la construction d’une société alternative.

### Proximité politique avec l'extrême droite
Certains médias rapportent que « Un nôtre monde », mouvement politique initié notamment par Louis Fouché et classé en « listes divers » aux élections régionales de 2021, cache des personnalités proches de la « complosphère », voire de l'extrême droite, et qu'il existe de forts liens entre complotistes, dont fait partie Louis Fouché, et extrême droite,. Le collectif « Exploités-énervés » lui reproche d'être proche de personnalités antisémites et révisionnistes et d'avoir participé à un séminaire en duo avec Slobodan Despot, éditeur de l'écrivain et militant d'extrême droite Renaud Camus. Le collectif signale également des collaborations et conférences de Louis Fouché avec des personnalités antisémites et évoluant autour d'Alain Soral. D'autres associations et médias relèvent sa proximité avec l'extrême droite,.

## Publications
- 2021 : Tous résistants dans l'âme - Éclairons le monde de demain !, éditions Trédaniel[16].
- 2022 : Agonie et renouveau du système de santé, éditions Exuvie.
- 2023 : Traverser la peur - l'Odyssée du réel, éditions Trédaniel.

### Préface
- 2022 : Colaricocovirus, de Mehdi Belhaj Kacem, éditions Exuvie.